# Mambang
Mambang est un canton du Cameroun situé dans l'arrondissement de Meri, le département du Diamaré et la région de l’Extrême-Nord. C'est aussi le nom de deux villages qui en font partie, Mambang I et Mambang II.

## Population
Lors du recensement de 2005, la canton comptait 6 755 habitants, Mambang I en comptait 408 et Mambang II, 410.

## Économie

### Éducation
Sur le plan de l’éducation, Mambang comprend des écoles publiques créées à partir de l’année 1988. L’état des bâtiments est jugé passable, avec quelques latrines. Les autres infrastructures, dont les clôtures, points d’eau, décharges d’ordures... ne sont pas aménagées.

### Initiatives de développement
De nombreux projets sont prévus dans le Plan Communal de Développement pour le compte des villages Mambang, parmi lesquels : la construction de clôtures dans les écoles, la construction de logements d’astreinte, le plaidoyer pour la construction de Centres de santé, le plaidoyer pour la création, la construction et l’équipement de nouveaux postes agricoles. Les villages Mambang ne figurent pas parmi les priorités de l’ordre de financement du plan communal.